# Абидалла, Набиль
Набиль Абидалла (нидерл. Nabil Abidallah; род. 5 августа 1982, Амстердам) — нидерландский футболист, завершивший игровую карьеру, выступал на позициях полузащитника и нападающего.

## Клубная карьера
Набиль Абидалла начал свою футбольную карьеру в амстердамском «Аяксе», но за основную команду амстердамцев Абидалла так и не сумел сыграть. В 2000 году Набиль уехал в Англию выступать за клуб «Ипсвич Таун». В течение четырёх лет, Набиль сыграл лишь 6 матчей за «Ипсвич», его дебют состоялся 24 февраля 2001 года, в матче чемпионата Англии против «Эвертона», завершившемся победой «Ипсвича» со счётом 2:0.
В январе 2004 года Набиль перешёл в аренду в клуб «Нортгемптон Таун», который выступал в третьем дивизионе Англии. Летом футболист покинул «Ипсвич» на правах свободного агента, так его контракт с клубом истёк. Позже он выступал за английские клубы низших лиг «Хейбридж Суифтс» и «Клэктон». Затем Абидалла вернулся в Нидерланды и выступал за клуб «Алсмер».

### «Фессберг»
В 2008 году Набиль подписал контракт со шведским клубом «Фессберг», который выступал во втором дивизионе футбольной лиги Швеции. В команде он выступал под пятым номером. Его дебют состоялся 13 апреля в матче с клубом «Лахольм». В третьем туре чемпионата Набиль забил свой первый гол за клуб, поразив ворота «Ахлафорса». В сентябрьском матче с «Лерье-Ангередс», Абидалла сделал свой первый хет-трик в карьере.
За сезон он забил пять голов в 19 матчах чемпионата. В своём втором сезоне футболист крайне редко появлялся на поле, сыграв в восьми матчах, в основном выходя на замену. В последний раз в составе клуба он выходил на поле 12 сентября 2009 года в гостевом матче с «Асмундторпс».

### «Торрес»
В конце августа 2009 года, Абидалла отправился на просмотр в итальянский клуб Серии C2 «Торрес», а позже подписал с клубом контракт.